# Kanizsai Miklós (tárnokmester)
Kanizsai Miklós (? - 1405. február előtt) - tárnokmester, Kanizsai János érsek testvére.

## Életrajza
Az Osl nemzetségbeli Kanizsai családból való Miklós pontos születési helye és ideje nem ismert. 1385-ben magyaróvári várnagy volt, majd 1387-től 1393-ig vasi és soproni ispán és egyúttal 1388-tól 1393-ig zalai ispán, 1388-tól 1398-ig tárnokmester, 1398-1400 között vasi, zalai és soproni főispán.
Testvérével, Kanizsai Jánossal együtt Zsigmond magyar király híve volt, a Dunántúlon hatalmas birtokokhoz jutott. Zsigmond király kegyeit azonban János nevű testvérével együtt már 1398-ban elvesztette, mivel mindketten Nápolyi Lászlóhoz csatlakoztak. Bár kegyelmet kapott, birtokait is megtarthatta, de a közéletből eltűnt.
Kanizsai Miklós alapította az örményesi pálos kolostort is.